# Pelé (Burkina Faso)
Pour l’article homonyme, voir Pelé (homonymie).
Pelé est commune rurale située dans le département de Kordié de la province de Sanguié dans la région du Centre-Ouest au Burkina Faso.